# Jon Stock
Pour les articles homonymes, voir Stock (homonymie).
Jon Stock, né le 12 mai 1966 en Angleterre, est un journaliste et romancier britannique, auteur de trois romans d'espionnage ayant pour héros Daniel Marchant.

## Biographie
Il fait ses études à la Sherborne School, puis au Magdalene College de l'université de Cambridge. Il travaille ensuite à Londres comme journaliste pigiste pour plusieurs journaux nationaux, en plus de contribuer régulièrement à des émissions de BBC Radio 4.
Après avoir été brièvement scripteur pour la télévision, il publie son premier roman policier Lutte des casses (The Riot Act, 1997). 
Correspondant étranger pour The Daily Telegraph à Delhi, en Inde, de 1998 à 2000, il réside ensuite à Kochi, au Kérala, où il est chroniqueur pour The Week Magazine. Il publie en 2003 un premier roman d'espionnage, The Cardamom Club, dont l'action se déroule en Inde.
À son retour en Angleterre, il occupe le poste de rédacteur de la section Weekend du Daily Telegraph de 2005 à 2010.
Entre-temps, en 2009, il amorce avec Hors d'haleine (Dead Spy Running), une trilogie d'espionnage centrée sur le héros l'agent du MI6 Daniel Marchant.
En 2014, une fois sa trilogie achevée, il retourne à son poste de rédacteur au Daily Telegraph.

## Œuvre

### Romans

#### SérieDaniel Marchant
- Dead Spy Running (2009) Publié en français sous le titre Hors d'haleine, traduit par Nathalie Mège, Paris, Fleuve noir, 2010  (ISBN 978-2-265-08867-2) ; réédition, Paris, Pocket, coll. « Thriller » no 14597, 2012  (ISBN 978-2-266-21173-4)
- Games Traitors Play (2011) Publié en français sous le titre Jeux de traîtres, traduit par Nathalie Mège, Paris, Fleuve noir, 2012  (ISBN 978-2-265-08868-9)
- Dirty Little Secret (2012) Publié en français sous le titre Complot de sang, traduit par Nathalie Mège et Jean-Daniel Brèque, Paris, Fleuve noir, 2013  (ISBN 978-2-265-08869-6)

#### Autres romans
- The Riot Act (1997) Publié en français sous le titre Lutte des casses, traduit par Corinne Julve, Paris, Gallimard, coll. « Série noire » no 2651, 2002  (ISBN 2-07-049968-5)
- The Cardamom Club (2003)
- To Snare a Spy (2017)

#### Roman publié sous le pseudonyme J. S. Monroe
- Find Me (2017)

Publié en français sous le titre Trouvez-moi avant qu'ils ne le fassent..., traduit de l'anglais par Benoîte Dauvergne, City Edition, 2017, 400 p.